# Песнь о великане
«Песнь о великане» — советский короткометражный фильм 1942 года режиссёров Григория Рошаля и Веры Строевой.

## Сюжет
Великая Отечественная война. Один из отрядов Красной Армии после боя располагается на привал. В минуту отдыха казах Курген рассказывает товарищам историю подвига легендарного казахского батыра Толагая, пожертвовавшего своей жизнью ради народного блага. Легенда о Толагае «оживает» на экране. Затем снова показываются будни фронтовой жизни. При переправе вброд через бурную реку группе бойцов, в том числе Кургену, поручается уничтожить вражеский ДОТ. При выполнении задачи Курген получает смертельное ранение и умирает на руках товарищей.

## В ролях
- Капан Бадыров — Куреген
- Р. Османова — Айна, мать Курегена
- Жагда Огузбаев — Толагай
- К. Карабалина — Дарига
- Евгений Немченко — командир
- Калибек Куанышпаев — отец Толагая
- Р . Мусабекова — мать Толагая
- Д . Нурпеисова — вступление

## О фильме
В сценарии «Песнь о великане» сказка и быль выступают как две параллельные линии, хотя общность поступков Тулагая и Курегена в какой-то степени сглаживает эту разностильность. Режиссер В. П. Строева в процессе перевода сценария на язык экрана сумела добиться единства сказочного и реального при помощи удачных изобразительных средств и музыкального решения темы. Способствует этому и прекрасная актерская игра.— Киноискусство советского Казахстана. — Казахстан, 1966. — 398 с. — стр. 346
Отмечалось, что в фильме весьма своеобразно преломилась казахская народная легенда о великане Тологае.
За создание фильма режиссёру Вере Строевой было в 1944 году присвоено звание Заслуженного деятеля искусств Казахской ССР.